# Offenbach-Senefelderquartier
Das Senefelderquartier ist ein Stadtteil der südhessischen Großstadt Offenbach am Main. Er ist neben elf weiteren Stadtteilen im Juli 2019 aus dem bis dahin stadtteilfreien Bereich gebildet worden.
In diesem Stadtteil lebten Ende 2023 8379 Menschen.

## Lage
Das Senefelderquartier liegt nördlich des Musikerviertels und wird von diesem durch den Anlagenring (Starkenburgring und Friedrichsring) getrennt. Hinter der Strecke der Frankfurt-Bebraer Eisenbahn schließen sich im Norden Westend und Zentrum an. Im Westen wird das Senefelderquartier durch die Sprendlinger Landstraße begrenzt, deren Westseite zu Buchrain gehört. Im Osten bildet die Waldstraße die Grenzlinie zum benachbarten Lindenfeld.

## Infrastruktur
In Senefelderquartier liegt die Albert-Schweitzer-Schule. Das Gymnasium wurde ursprünglich als  „Höhere Töchterschule“ gegründet und trägt seit 1956 den heutigen Namen. Die Schule ist eine Projektschule der UNESCO und ein Schulsportzentrum in der Zusammenarbeit von Grundschulen, weiterführende Schulen und Vereinen.
Im Zentrum des Viertels, in der Hermannstraße / Ecke Schäferstraße, liegt das Stadtteilbüro Senefelderquartier. In diesem können Anwohner sich an das Quartiersmanagement wenden, zudem finden regelmäßig offene Angebote statt.
Am westlichen Rand des Quartiers verläuft die Landesstraße 3001, welche unter anderem mit Fechenheim und Neu-Isenburg sowie der BAB 3 verbindet. Hierüber ist Senefelderquartier an das Fernstraßennetz angebunden.
Am nördlichen Rand des Quartiers liegt der Hauptbahnhof Offenbach. Seit Eröffnung der S-Bahn ist er nur noch von nachgeordneter Bedeutung. Es bestehen lediglich Regionalverbindungen zu Zielen innerhalb Hessens und Bayerns sowie einzelne Intercity-Verbindungen des Anbieters Flixtrain. Der Stadtteil ist im Öffentlichen Personennahverkehr von Stadtbuslinien der Offenbacher Verkehrs-Betriebe erschlossen.

## Geschichte
Das traditionelle Arbeiterviertel erhielt seinen Namen durch die gleichnamige Straße, die das Viertel ab der Fußgängerunterführung unter der Bahnlinie im Süden bis zum Anlagenring im Norden durchkreuzt (siehe Impressionen, Foto 1). Die Straße ist nach Alois Senefelder benannt, der 1799 in Offenbach die erste kommerzielle Anwendung der Lithographie bewirkt hatte.
Auf der Ostseite der Senefelderstraße befindet sich zwischen der Christian-Pleß-Straße im Norden und der Gustav-Adolf-Straße im Süden die Roland-Passage (Foto 2), die einst die manroland beherbergte, deren ursprüngliches Areal sich bis zur Waldstraße erstreckte. Das Areal wurde ab 1873 bebaut und es waren 1967 in der Spitze rund 3000 Mitarbeiter an dem Standort beschäftigt, der 2004 geschlossen wurde.
Nördlich des Areals befand sich mit Eingang unter den Nummern 11 bis 13 der Christian-Pleß-Straße (und einem weiteren Eingang in der im Osten gelegenen Waldstraße) die ehemalige Hassia-Fabrik, in der sich heute verschiedene Unternehmen, wie eine Tanz- und eine Ballettschule, niedergelassen haben (Foto 3).
Ebenfalls im Senefelderquartier befand sich zwischen Marienstraße (entlang der Bahnstrecke im Norden), Liebigstraße (im Süden) und Darmstädter Straße (im Westen) das Offenbacher Hauptpostamt (Foto 4).
Des Weiteren befand sich mit der ehemaligen Bundesmonopolverwaltung für Branntwein unter Nummer 35 des Friedrichsrings eine Bundesbehörde im Senefelderquartier, in dem heute die Generalzolldirektion der Bundesfinanzverwaltung untergebracht ist (Foto 5).

## Impressionen
Die folgenden Fotos zeigen verschiedene Motive aus dem Senefelderquartier.

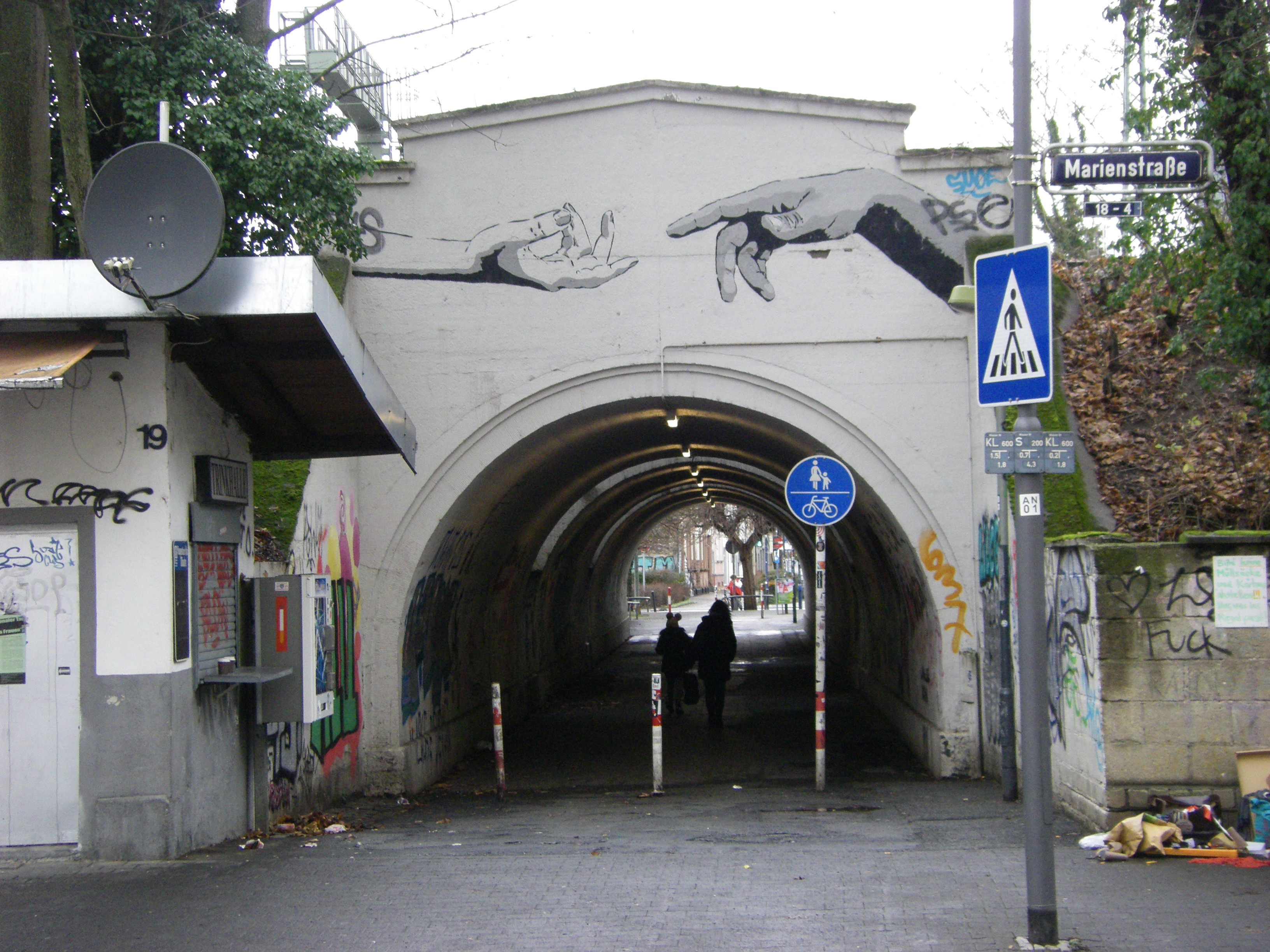
Blick von der Senefelderstraße in den Fußgängertunnel, der das Senefelderquartier mit dem Offenbacher Stadtzentrum verbindet
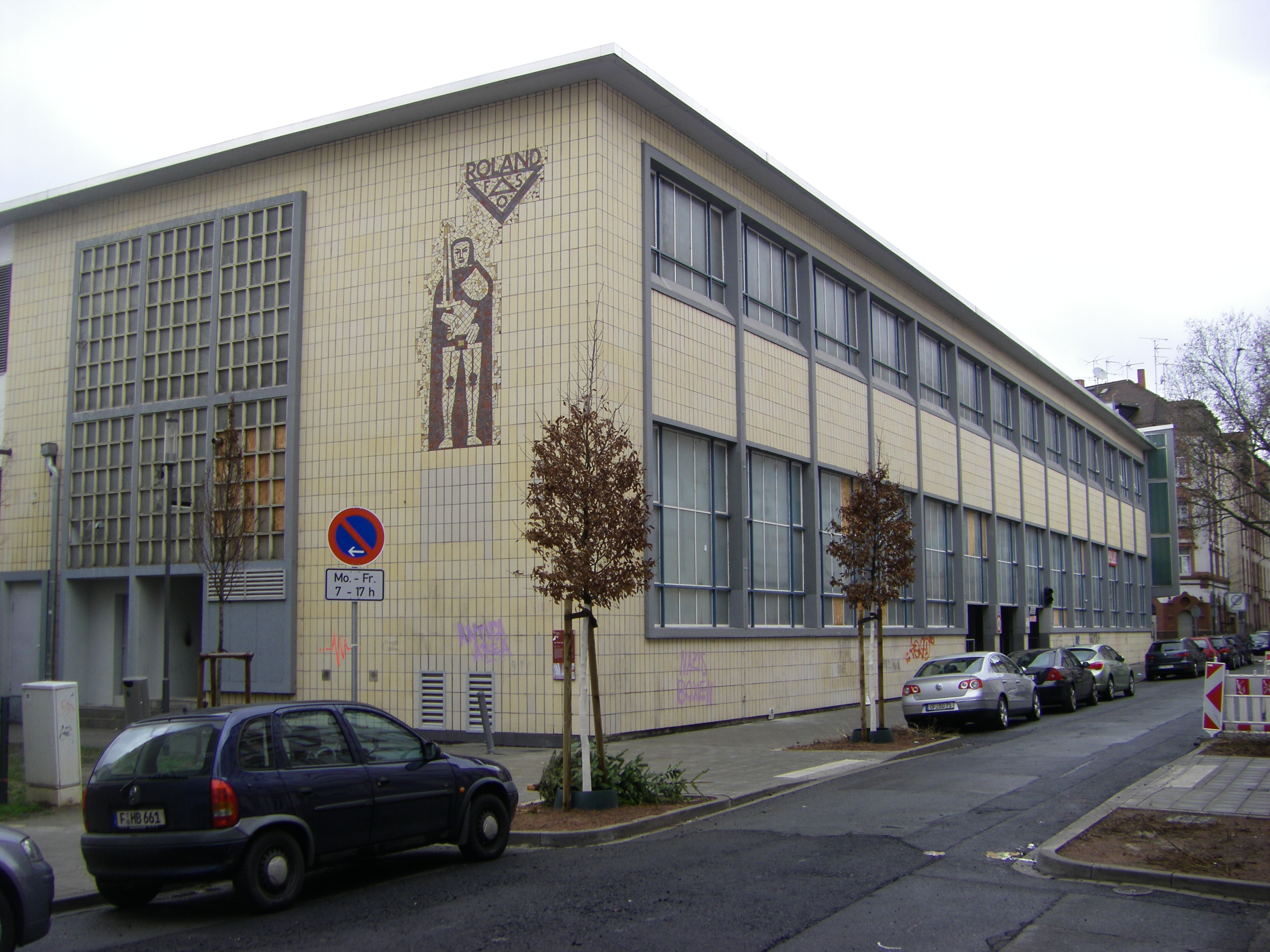
Die Roland-Passage, die früher Manroland beherbergt hat
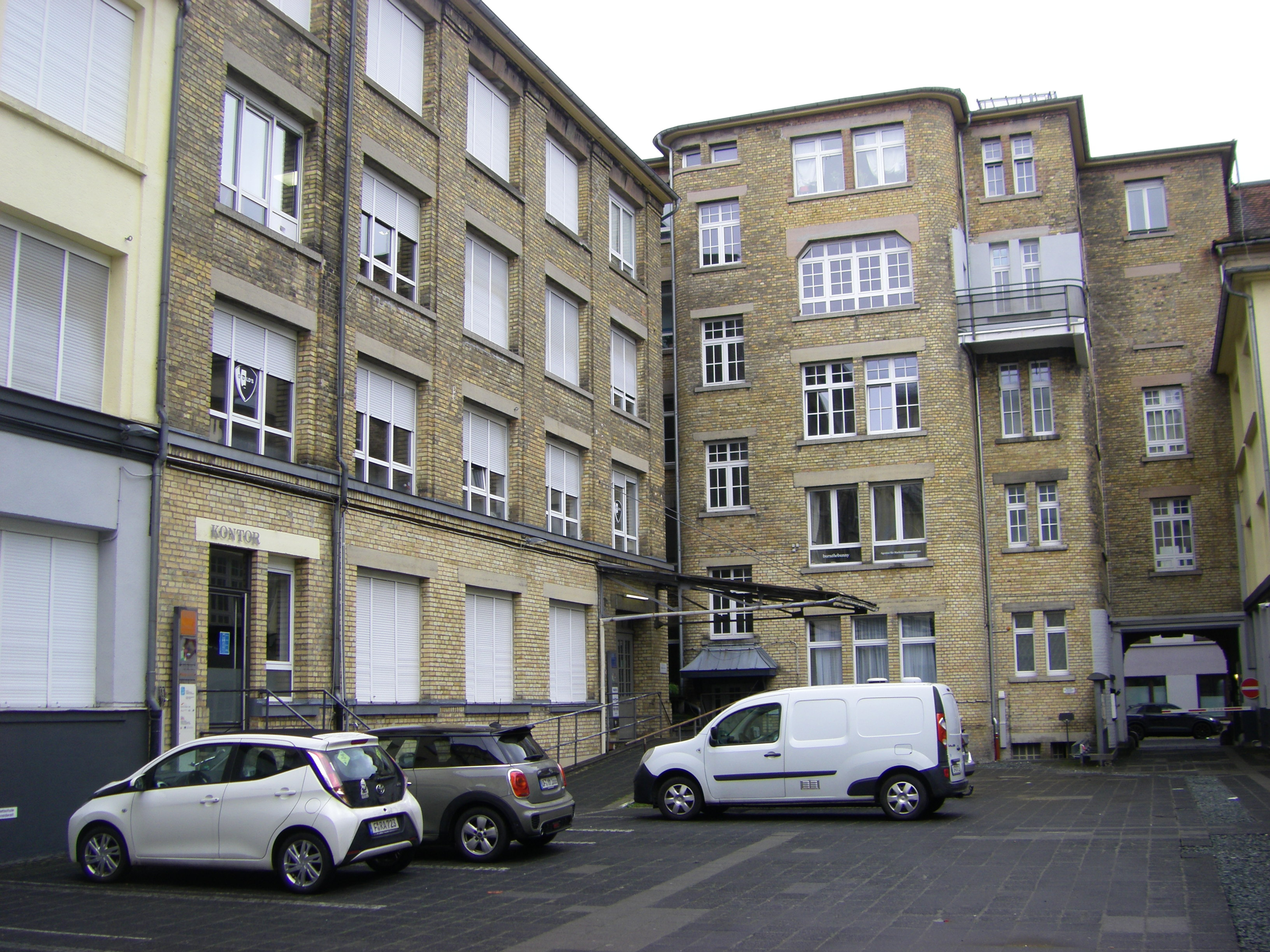
Innenhof der früheren Hassiafabrik
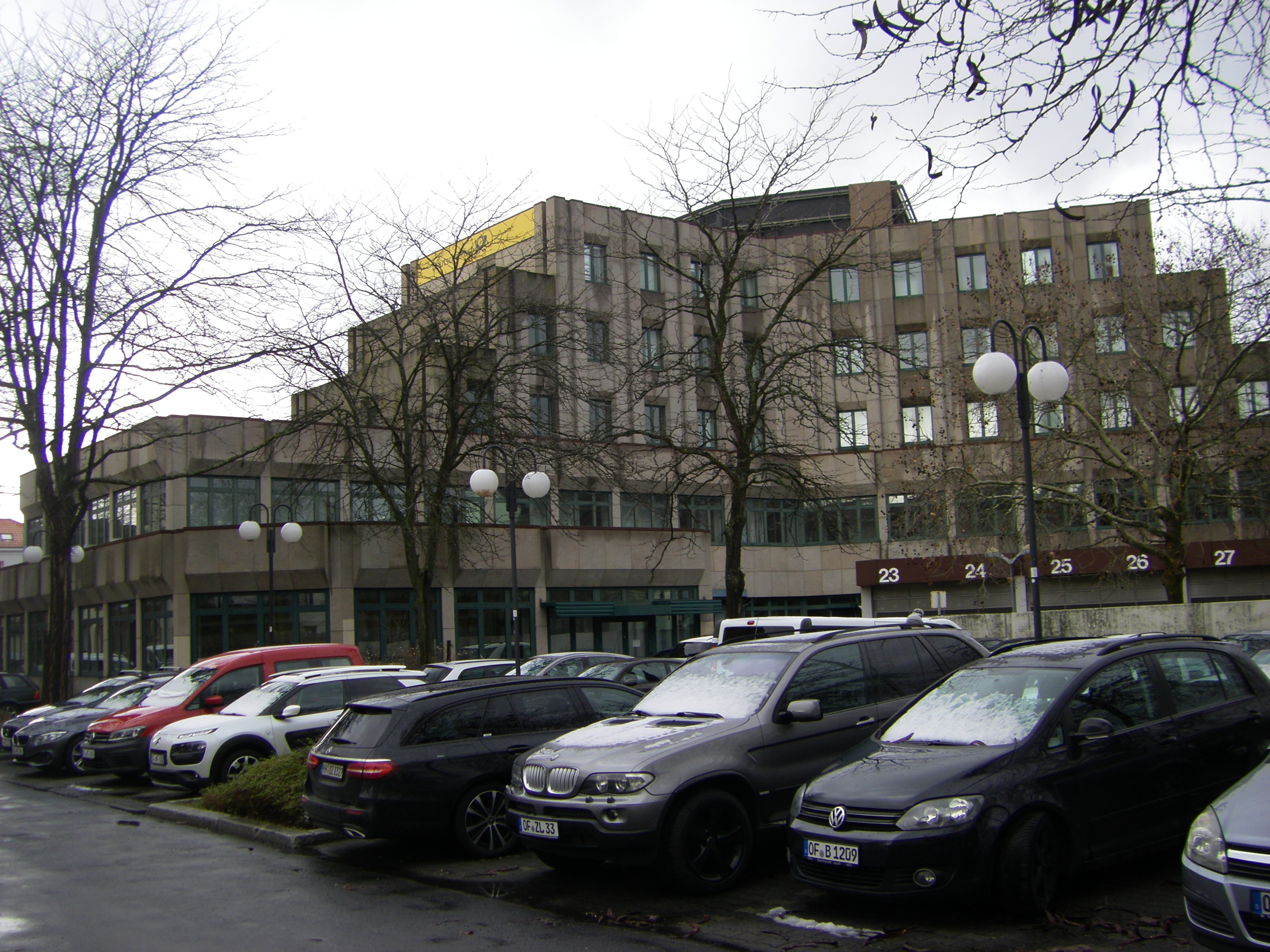
Ehemaliges Hauptpostamt in Offenbach, das 2019 geschlossen wurde
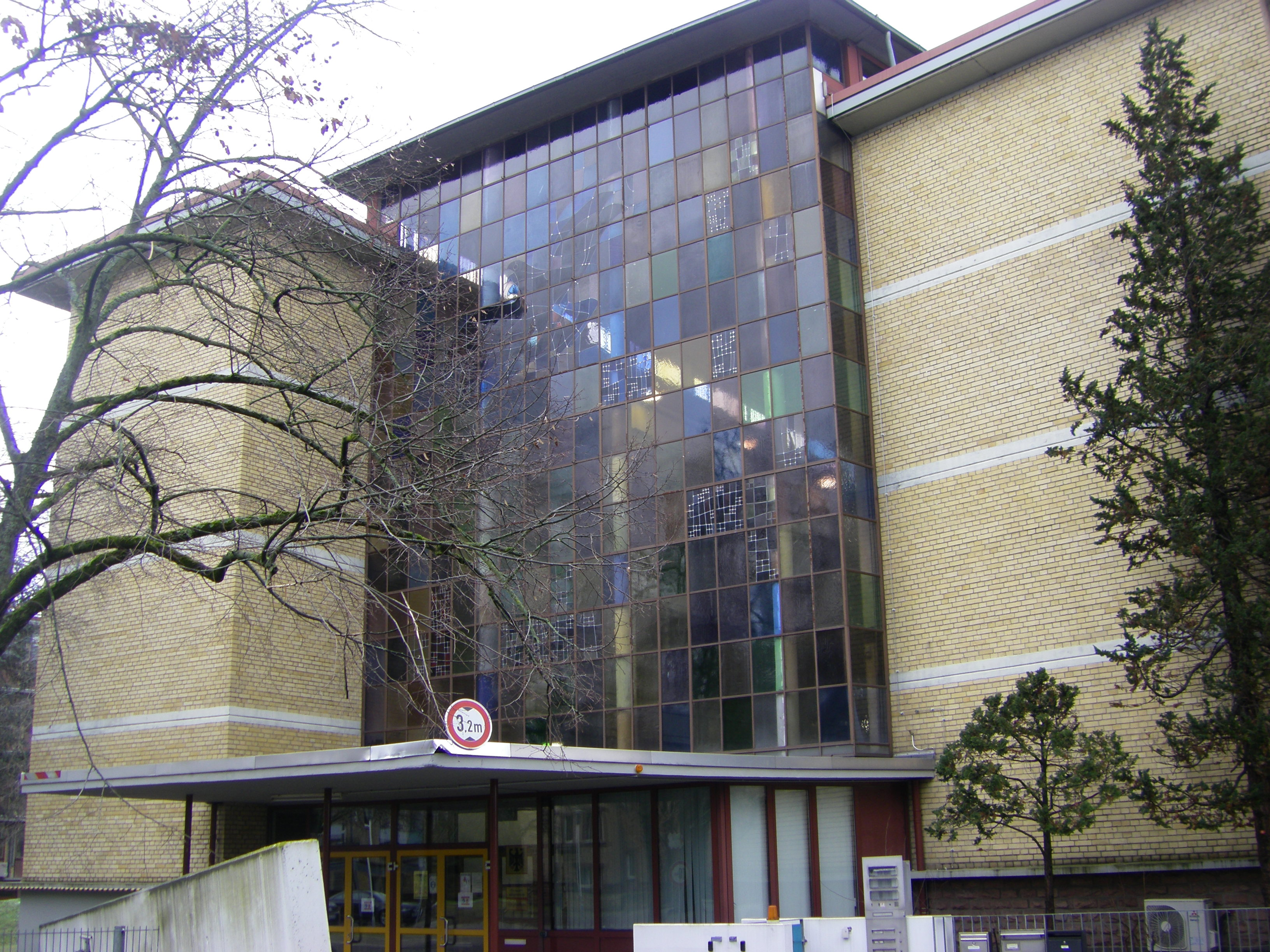
Frühere Bundes- monopolverwaltung für Branntwein und heutige Generalzolldirektion
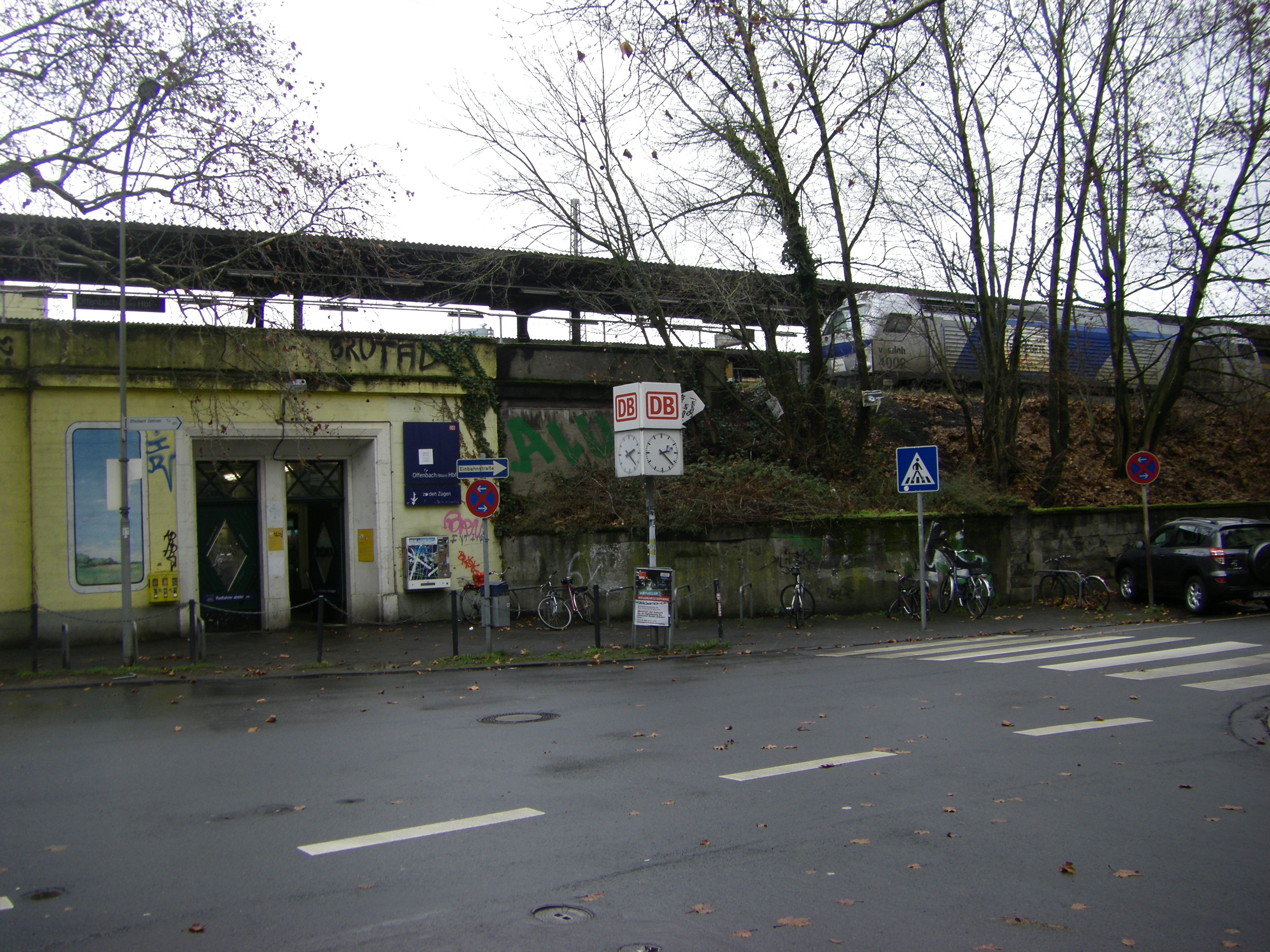
Eingang vom Senefelderquartier zum Offenbacher Hauptbahnhof